# Słowacja na Zimowych Igrzyskach Paraolimpijskich 2018
Słowacja na Zimowych Igrzyskach Paraolimpijskich 2018 – występ kadry sportowców reprezentujących Słowację na igrzyskach paraolimpijskich w Pjongczangu w 2018 roku.
Udział wzięło 11 zawodników. Pięciu z nich występowało w curlingu na wózkach, w którym ostatecznie zajęli 9. miejsce. Pozostali rywalizowali w narciarstwie alepejskim. Chorążym reprezentacji była niewidoma alpejka Henrieta Farkašová wraz z przewodniczką Natálią Šubrtovą. W klasyfikacji medalowej Słowacja zajęła 7. miejsce.
Najlepszym zawodnikiem całych igrzysk została Henrieta Farkašová, która zdobyła cztery złote i jeden srebrny medal. Wygrała zjazd, supergigant, superkombinację, slalom gigant, a na zakończenie rywalizacji zajęła drugie miejsce w slalomie. Nieco gorzej spisał się Jakub Krako, który zdobył jeden złoty trzy srebrne medale. Dorobek medalowy uzupełnił dwoma medalami Miroslav Haraus, zajmując pierwsze miejsce w superkombinacji i trzecie w supergigancie.

## Medaliści
| Medal  | Zawodnik           | Dyscyplina            | Konkurencja              | Data     |
| ------ | ------------------ | --------------------- | ------------------------ | -------- |
| złoto  | Henrieta Farkašová | Narciarstwo alpejskie | Zjazd kobiet             | 10 marca |
| złoto  | Henrieta Farkašová | Narciarstwo alpejskie | Supergigant kobiet       | 11 marca |
| złoto  | Jakub Krako        | Narciarstwo alpejskie | Supergigant mężczyzn     | 11 marca |
| złoto  | Miroslav Haraus    | Narciarstwo alpejskie | Superkombinacja mężczyzn | 13 marca |
| złoto  | Henrieta Farkašová | Narciarstwo alpejskie | Superkombinacja kobiet   | 13 marca |
| złoto  | Henrieta Farkašová | Narciarstwo alpejskie | Slalom gigant kobiet     | 14 marca |
| srebro | Jakub Krako        | Narciarstwo alpejskie | Zjazd mężczyzn           | 10 marca |
| srebro | Jakub Krako        | Narciarstwo alpejskie | Slalom gigant mężczyzn   | 14 marca |
| srebro | Jakub Krako        | Narciarstwo alpejskie | Slalom mężczyzn          | 17 marca |
| srebro | Henrieta Farkašová | Narciarstwo alpejskie | Slalom kobiet            | 18 marca |
| brąz   | Miroslav Haraus    | Narciarstwo alpejskie | Supergigant mężczyzn     | 11 marca |

## Reprezentanci

### Kobiety
| Zawodniczka        | Dyscyplina            | Konkurencja     | Podgrupa | Czas    | Strata | Miejsce | Źródło |
| ------------------ | --------------------- | --------------- | -------- | ------- | ------ | ------- | ------ |
| Henrieta Farkašová | Narciarstwo alpejskie | Zjazd           | B3       | 1:29,72 | –      | złoto   | [ 6 ]  |
| Henrieta Farkašová | Narciarstwo alpejskie | Supergigant     | B3       | 1:30,17 | –      | złoto   | [ 7 ]  |
| Henrieta Farkašová | Narciarstwo alpejskie | Superkombinacja | B3       | 2:27,72 | –      | złoto   | [ 8 ]  |
| Henrieta Farkašová | Narciarstwo alpejskie | Slalom gigant   | B3       | 2:23,00 | –      | złoto   | [ 9 ]  |
| Henrieta Farkašová | Narciarstwo alpejskie | Slalom          | B3       | 1:52,46 | +0,66  | srebro  | [ 10 ] |
| Petra Smaržová     | Narciarstwo alpejskie | Supergigant     | LW6/8-2  | DNF     | DNF    | DNF     | [ 11 ] |
| Petra Smaržová     | Narciarstwo alpejskie | Superkombinacja | LW6/8-2  | 2:41,93 | +9,23  | 6.      | [ 12 ] |
| Petra Smaržová     | Narciarstwo alpejskie | Slalom gigant   | LW6/8-2  | 2:31,06 | +8,14  | 5.      | [ 13 ] |
| Petra Smaržová     | Narciarstwo alpejskie | Slalom          | LW6/8-2  | 2:03,18 | +7,72  | 5.      | [ 14 ] |

### Mężczyźni
| Zawodnik        | Dyscyplina            | Konkurencja     | Podgrupa | Czas    | Strata | Miejsce | Źródło |
| --------------- | --------------------- | --------------- | -------- | ------- | ------ | ------- | ------ |
| Martin France   | Narciarstwo alpejskie | Zjazd           | LW9-1    | 1:31,82 | +6,37  | 16.     | [ 15 ] |
| Martin France   | Narciarstwo alpejskie | Supergigant     | LW9-1    | 1:28,66 | +3,83  | 6.      | [ 16 ] |
| Martin France   | Narciarstwo alpejskie | Superkombinacja | LW9-1    | 2:18,54 | +7,98  | 8.      | [ 17 ] |
| Martin France   | Narciarstwo alpejskie | Slalom gigant   | LW9-1    | 2:14,80 | +2,33  | 4.      | [ 18 ] |
| Martin France   | Narciarstwo alpejskie | Slalom          | LW9-1    | 1:46,23 | +10,12 | 11.     | [ 19 ] |
| Miroslav Haraus | Narciarstwo alpejskie | Zjazd           | B2       | DNF     | DNF    | DNF     | [ 20 ] |
| Miroslav Haraus | Narciarstwo alpejskie | Supergigant     | B2       | 1:26,66 | +0,55  | brąz    | [ 21 ] |
| Miroslav Haraus | Narciarstwo alpejskie | Superkombinacja | B2       | 2:14,22 | –      | złoto   | [ 22 ] |
| Miroslav Haraus | Narciarstwo alpejskie | Slalom gigant   | B2       | 2:17,67 | +7,16  | 4.      | [ 23 ] |
| Miroslav Haraus | Narciarstwo alpejskie | Slalom          | B2       | DSQ     | DSQ    | DSQ     | [ 24 ] |
| Jakub Krako     | Narciarstwo alpejskie | Zjazd           | B2       | 1:25,35 | +1,42  | srebro  | [ 20 ] |
| Jakub Krako     | Narciarstwo alpejskie | Supergigant     | B2       | 1:26,11 | –      | złoto   | [ 21 ] |
| Jakub Krako     | Narciarstwo alpejskie | Superkombinacja | B2       | DSQ     | DSQ    | DSQ     | [ 22 ] |
| Jakub Krako     | Narciarstwo alpejskie | Slalom gigant   | B2       | 2:15,59 | +5,08  | srebro  | [ 23 ] |
| Jakub Krako     | Narciarstwo alpejskie | Slalom          | B2       | 1:37,54 | +1,42  | srebro  | [ 24 ] |
| Marek Kubačka   | Narciarstwo alpejskie | Supergigant     | B1       | 1:31,97 | +5,86  | 7.      | [ 21 ] |
| Marek Kubačka   | Narciarstwo alpejskie | Superkombinacja | B1       | DNF     | DNF    | DNF     | [ 22 ] |
| Marek Kubačka   | Narciarstwo alpejskie | Slalom gigant   | B1       | 2:18,93 | +8,42  | 5.      | [ 23 ] |
| Marek Kubačka   | Narciarstwo alpejskie | Slalom          | B1       | 1:48,12 | +12,00 | 7.      | [ 24 ] |

### Curling na wózkach
| Zawodnik                                                                | Dyscyplina         | Konkurencja               | Wynik | Miejsce | Źródło |
| ----------------------------------------------------------------------- | ------------------ | ------------------------- | --- | ------- | ------ |
| Radoslav Ďuriš Monika Kunkelová Imrich Lyócsa Dušan Pitoňák Peter Zaťko | Curling na wózkach | Turniej drużyn mieszanych | RR: Finlandia 7–6 (W) · RR: Korea Południowa 5–7 (P) · RR: Szwajcaria 5–6 (P) · RR: Szwecja 8–3 (W) · RR: Niemcy 6–7 (P) · RR: Neutralni sportowcy paraolimpijscy 5–7 (P) · RR: Wielka Brytania 6–5 (W) · RR: Chiny 2–9 (P) · RR: Kanada 5–9 (P) · RR: Norwegia 6–7 (P) · RR: Stany Zjednoczone 7–6 (W) | 9.      | [ 25 ] |